# Loesenerplatte
Die Loesenerplatte ist ein Plateau im ostantarktischen Königin-Maud-Land. Sie liegt auf der Südwestseite der Klippe Hamarskorvene im Mühlig-Hofmann-Gebirge.
Entdeckt und benannt wurde es bei der Deutschen Antarktischen Expedition 1938/39 unter der Leitung des Polarforschers Alfred Ritscher. Namensgeber ist der Flugzeugmechaniker Kurt Loesener von der Lufthansa, Teilnehmer an dieser Forschungsreise.